# Алберт Хиршман
Алберт Ото Хиршман (на немски: Albert Otto Hirschman) е известен американски икономист от германски произход, автор на няколко книги по политическа икономия и политическа идеология. Големият му принос е в областта на икономиката на развитието, където поддържа необходимостта на небалансиран растеж на страните в процеса на развитие, описана в есето му „Принципът на скритата ръка“ от 1967 г.
В по-късните си трудове по политическа икономия Хиршман се занимава с две интелектуални предизвикателства. Едното е свързано с възможните реакции на упадъка на фирми или политически субекти (напускане, повдигане на въпроси, липса на реакция), както са описани в основополагащата му книга от 1970 г. „Изход, глас и лоялност“. Втората тема в трудовете на Хиршман са основните аргументи, които консервативните партии ползват в реториката си; идеите си описва в книгата „Реторика на реакцията“ от 1991 г.
През Втората световна война в окупирана Франция Хиршман подпомага спасяването на еврейски бежанци от Германия, като съдейства на Вариан Фрай за бягството им през Испания и Португалия към Щатите.
През 2001 г. Хиршман е включен в списъка на стоте американски интелектуалци по брой на академичните цитирания в книгата на Ричард Поснър Public Intellectuals: A Study of Decline.
През 2003 г. печели наградата „Бенджамин Липинкот“ на Американската асоциация за политически науки за книгата си „Страсти и интереси: политически аргументи за капитализма преди неговия триумф“.
През 2007 г. Изследователският съвет за социални науки учредява годишна награда в чест на Алберт Хиршман.